# Nieuwe Ruigezandsterpolder
De Nieuwe Ruigezandsterpolder is een polder en voormalig waterschap in de Nederlandse provincie Groningen. De polder lag gedeeltelijk (175 ha) in de provincie Friesland.
De polder is ontstaan na de afsluiting van het Reitdiep in 1877 en lag tussen de Munnekezijlsterried, de dijk van Zoutkamp naar de Nittershoek en de Friese Munnekezijlsterpolder. De grootte bedroeg 540 ha. Het waterschap had geen bemaling en stroomde via de Groote Zwet af naar de Munnekezijlterrijt. Het Friese deel (de Polder Wieringa) stroomde af via de bermsloot langs de dijk af, die uitmondde bij de Friesche sluis. Waterstaatkundig gezien ligt het gebied sinds binnen dat van het wetterskip Fryslân.

## Stad Groningen
Door de polder loopt de Stadsweg die herinnert aan het aandeel dat de stad Groningen had in de inpoldering. Daartoe was eerder al boerderij De Pol aangekocht. Langs de Stadsweg staan een vijftal boerderijen die genummerd vanaf de Oude Ruigezandsterpolder de namen 'Plaats 1' tot 'Plaats 5' hebben. Langs de Nittersweg naar Zoutkamp staan de boerderijen 'Plaats 6' en 'Plaats 7'. De boerderijen werden in eerste instantie ook door de stad geëxploiteerd. Er woonde een stadsopzichter en een stadstimmerman zorgde voor het onderhoud aan de boerderijen. Voor de boerenarbeiders werd een stuk grond ter beschikking gesteld om huizen te bouwen, waar het dorp Lauwerzijl verrees. Later verkocht de stad haar aandelen in de boerderijen en werden deze verpacht.

## Grens
De grens tussen Groningen (Nieuwe Ruigezandsterpolder) en Friesland (Polder Wieringa) werd bij het aanleggen bepaald door het raaien van een lijn op de toren van Vierhuizen. Langs deze grens staan nog verschillende grenspalen.